# Aeropuerto de Ustupu-Ogobsucum
El aeropuerto de Ustupu-Ogobsucum (IATA: OGM, OACI: MPOG) es un aeródromo público panameño que sirve a la ciudad e isla de Ustupu en la Comarca Guna Yala en el mar Caribe. Está ubicado a un kilómetro al noroeste del centro del pueblo.
El aeródromo tiene vuelos de pasajeros a la Ciudad de Panamá y recibe vuelos de aviación general. 

## Información técnica
La pista de aterrizaje del aeródromo une a las dos islas principales de Ustupu. Las aproximaciones y despegues desde ambos extremos de la pista de aterrizaje se realizan sobre las aguas del Caribe.
El VOR de La Palma (Ident: PML) está localizado a 84 kilómetros al sur-suroeste del aeropuerto.

## Aerolíneas y destinos
Air Panama ofrece un servicio aéreo de pasajeros cada dos días a la Ciudad de Panamá. Durante la temporada lluviosa la isla suele inundarse, lo que a veces causa la cancelación de vuelos.

El aeropuerto de Ustupu, ubicado en la costa a un kilómetro de la isla, ya no se utiliza para servicio aéreo de pasajeros ya que Ustupu-Ogobsucum remplazó este.
| Aerolíneas | Destinos                            |
| ---------- | ----------------------------------- |
| Air Panama | Ciudad de Panamá-Marcos A. Gelabert |

## Incidentes y accidentes
- El 28 de enero de 2007, un Cessna 182, operando un vuelo de carga, se destruyó al chocarse con árboles al despegar del aeródromo.[4]